# Ulf Schefvert
Ulf Håkan Schefvert, född 18 april 1957 i Sandviken, är en svensk handbollstränare och före detta handbollsspelare. Tillsammans med tidigare handbollsspelaren Britt Forsell har han sönerna handbollsspelarna Eric, Olle och Anders Forsell Schefvert

## Karriär

### Klubblagskarriär
Ulf Schefvert spelade i elitserien för HK Drott mellan 1974 och 1984, det sista året var han med och tog SM-guld. Säsongen 1984-1985 tog han över som tränare, när dåvarande tränaren Bengt "Bengan" Johansson gjorde ett uppehåll, och ledde klubben till SM-final. När Johansson kom tillbaka den följande säsongen blev han istället spelande tränare i Tyresö HF, samtidigt som han studerade på GIH. Han återvände därefter till Drott och tränade klubben 1988-1993. Under sina sex säsonger som tränare i Drott tog han sammanlagt två SM-guld och tre SM-silver.

### Landslagstränare
Han har senare tränat bland annat Danmarks och Greklands herrlandslag. Med det danska U-landslaget tog han UEM-guld 1996 och året därpå UVM-guld. Greklands herrlandslag tränade han inför, och under, OS 2004 i Aten. Mellan 2005 och 2009 ledde han Sveriges damlandslag. Ett uppdrag som bland annat ledde till att laget nådde sin dittills största mästerskapsframgång då man i EM på hemmaplan under december 2006 hamnade på sjätte plats. Detta resultat slogs emellertid 2010, då laget vann EM-silver. 2009 tog Per Johansson över damlandslaget.

### Åter klubbtränare
2007 blev Ulf Schefvert, vid sidan av det svenska damlandslaget, dessutom tränare för GOG Svendborg TGI i danska herrligan. Detta uppdrag hade fram till 2009, då han blev han tränare för damlaget, Odense GOG. Uppdraget i Odense GOG hade Ulf Schefvert endast fram till februari 2010, då han blev tränare för det tyska bundesligalaget GWD Minden. I mars 2013 bytte han till Karlskronalaget Hästö IF (HIF Karlskrona) i allsvenskan. Sedan han fört laget till Handbollsligan fick han sparken 2017 efter 13 matcher utan seger.  2017 i april stod det klart att han tog över tränarrollen i Kristianstad HK i SHE. Efter säsongen 2020-2021 slutade han som tränare för andra uppdrag i föreningen. I januari 2022 meddelades dock att han kom tillbaka som tränare då kontraktet med den dåvarande tränaren bröts.

## Meriter
- 3 SM-guld med HK Drott: 1984 som spelare, två år som tränare.

- UEM-guld 1996 med danska ungdomslandslaget
- UVM-guld 1997 med danska ungdomslandslaget